# Нападение с ножом в школе в Загребе (2024)
Утром 20 декабря 2024 года 19-летний мужчина напал на семерых человек в школе в Загребе, Хорватия, убив одного ребёнка и ранив ещё шестерых человек. Это было первое школьное нападение в Хорватии после стрельбы в школе в Задаре в 1972 году, когда 19-летний ученик застрелил двоих учителей.
Нападавший, одетый в чёрное и с балаклавой на голове, вошёл в начальную школу Пречко около 09:50 утра, напал на ученика в коридоре, а затем ворвался в случайный класс с ножом, убил семилетнего ребёнка и ранил ещё пятерых учеников и учителя. 62-летняя учительница якобы попыталась защитить детей от нападавшего с ножом, прежде чем она тоже была ранена. По словам матери одного из учеников, присутствовавшей в классе во время нападения, дети отреагировали тем, что спрятались под столами, прежде чем в конце концов встали и убежали в разных направлениях. Некоторые из детей были найдены на школьной кухне, некоторые на выходе из школы, в то время как она нашла свою дочь в ресторане через дорогу. Преступник скрылся с места происшествия в близлежащем медицинском центре.
Скрываясь в туалете медицинского центра, нападавший попытался покончить с собой, используя нож. Полиции удалось обнаружить и задержать его примерно через десять минут после получения сигнала бедствия, что предотвратило его самоубийство. Впоследствии его доставили в больницу для лечения нанесенных им самому себе ран. Тем временем вертолет скорой помощи приземлился на школьном дворе, и шесть машин скорой помощи поспешили на место происшествия, доставив раненых в различные больницы вокруг Загреба.

## Расследование
Через несколько часов после нападения министр внутренних дел Хорватии Давор Божинович провел пресс-конференцию. Божинович заявил, что мотив нападения остается неизвестным, но что у преступника были проблемы с психическим здоровьем в прошлом. Позже полиция заявила, что нападавшему будет предъявлено обвинение по одному пункту обвинения в тяжком убийстве и четырем пунктам обвинения в покушении на тяжкое убийство.

## Нападавший
Нападавший был бывшим учеником школы, который страдал от проблем с психическим здоровьем и пытался покончить жизнь самоубийством в 2023 году. Его мать рассказала информационному агентству 24sata, что в день нападения его доставили в психиатрическую больницу на лечение, и что она не знает, когда и как он оказался в начальной школе Пречко. Она также сказала, что боялась своего сына из-за его поведения и что за месяц до нападения он держал ее и его бабушку в заложниках в их собственной квартире.
Хорватский медиа-сайт RTL сообщил, что нападавший был одержим ножами и саблями, которые он покупал в Интернете. Он якобы публиковал комментарии в социальных сетях, жалуясь, что купленные им ножи были «недостаточно острыми».

## Реакция

### Хорватия
В день нападения Министерство здравоохранения Хорватии объявило, что они отправили инспекцию в учреждение, где лечился нападавший. Правительство объявило следующий день, 21 декабря 2024 года, днем траура. Позже в день нападения мэр Загреба Томислав Томашевич и премьер-министр Андрей Пленкович выступили со списком мер предосторожности, которые будут приняты во всех хорватских школах в будущем, чтобы предотвратить повторение нападения. Меры должны вступить в силу, как только школы откроются после зимних каникул. Город Загреб также предоставил контактную информацию для психологической помощи, поддержки и консультационных услуг, доступных всем гражданам без необходимости направления.
Граждане Загреба собирались перед школой в течение всего дня, чтобы зажечь свечи и положить игрушки и послания в честь жертвы.
Президент Хорватского союза учителей призвал к принятию Национального плана по защите и профилактике насилия в школах, который, как сообщается, был в разработке в какой-то момент, но так и не был завершен. Хорватский союз учителей, профсоюз «Препород» и Независимый профсоюз работников хорватских средних школ объявили о проведении шествия 23 декабря под названием «За безопасную школу» (Za sigurnu školu).

### Международная
Сербия: Президент Сербии Александр Вучич выразил соболезнования семьям пострадавших в результате нападения от себя и всей Сербии.
 США:Посол США в Хорватии Натали Рэйес также выразила свои соболезнования.
 Черногория:Правительство Черногории объявило 23 декабря национальным днем траура в стране после теракта в Загребе.